# Actinodaphne lanata
Actinodaphne lanata är en lagerväxtart som beskrevs av Carl Daniel Friedrich Meisner. Actinodaphne lanata ingår i släktet Actinodaphne och familjen lagerväxter. Inga underarter finns listade i Catalogue of Life.